# Mimaelara papuana
Mimaelara papuana là một loài bọ cánh cứng trong họ Cerambycidae.